# Demmin (stad)
Demmin is een gemeente in de Duitse deelstaat Mecklenburg-Voor-Pommeren, gelegen in de Landkreis Mecklenburgische Seenplatte. De stad telt 10.523 inwoners.

## Indeling van de gemeente

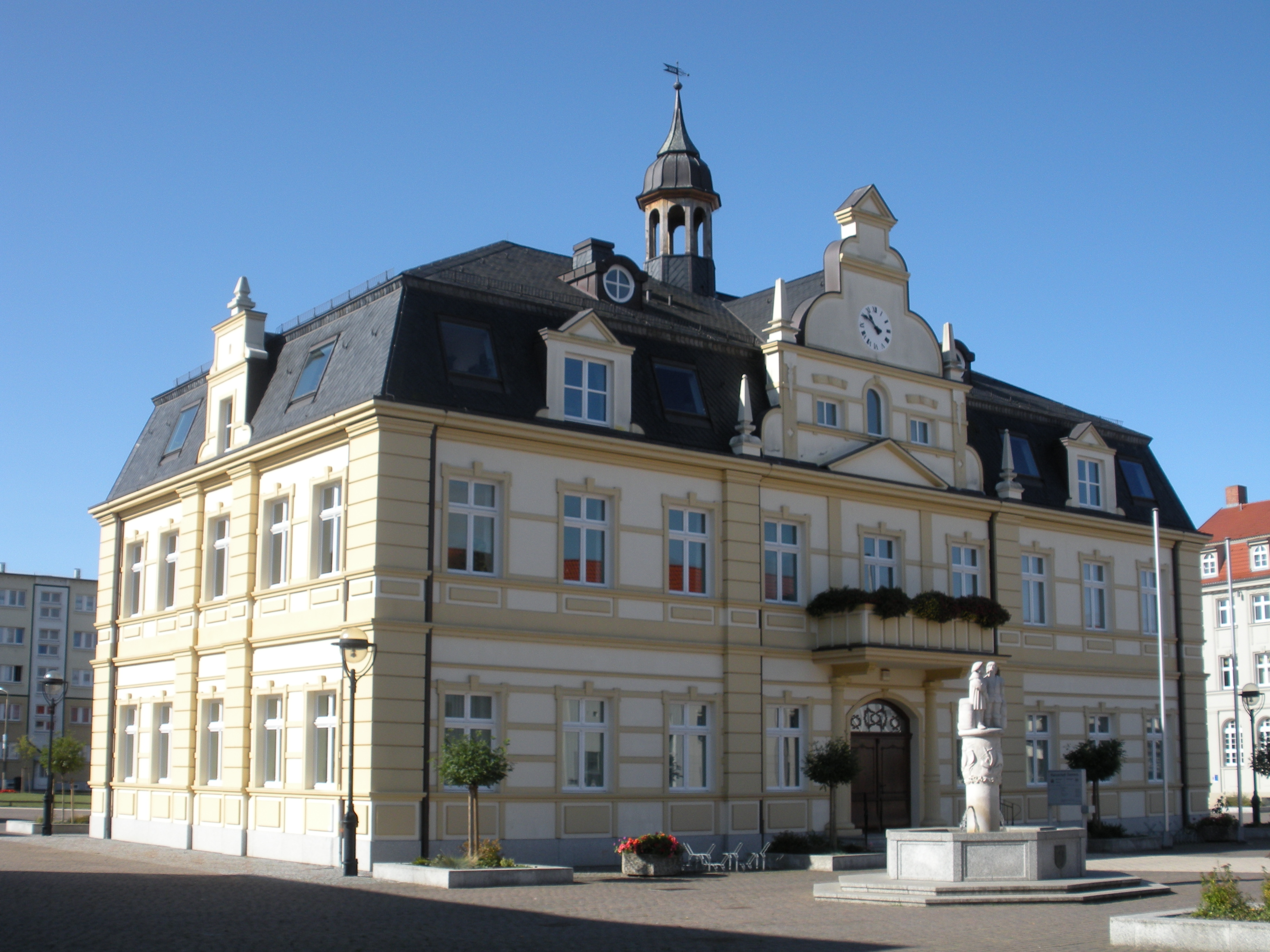
Stadhuis (1998; replica van het gebouw uit 1769)

Tot Demmin behoren, volgens artikel 13 van de op 13 december 2019 van kracht zijnde hoofdgemeenteverordening (Hauptsatzung), de volgende 8 Ortsteile:
- Demmin (stad)
- Deven
- Drönnewitz
- Lindenfelde
- Randow
- Seedorf, sinds 1 juni 2004, daarvoor deel van Wotenick
- Waldberg
- Wotenick, geannexeerd op 1 juni 2004

Van de Ortsteile heeft alleen het stadje Demmin zelf meer dan circa 250 inwoners.

### Geen officieelOrtsteilmeer
- Vorwerk, sinds 20 juni 1975 binnen de gemeente; dit dorp met circa 400 inwoners ligt 1½ km ten zuidoosten van het stadscentrum.
- Woldeforst, ten noorden van het stadscentrum

## Geografie, infrastructuur

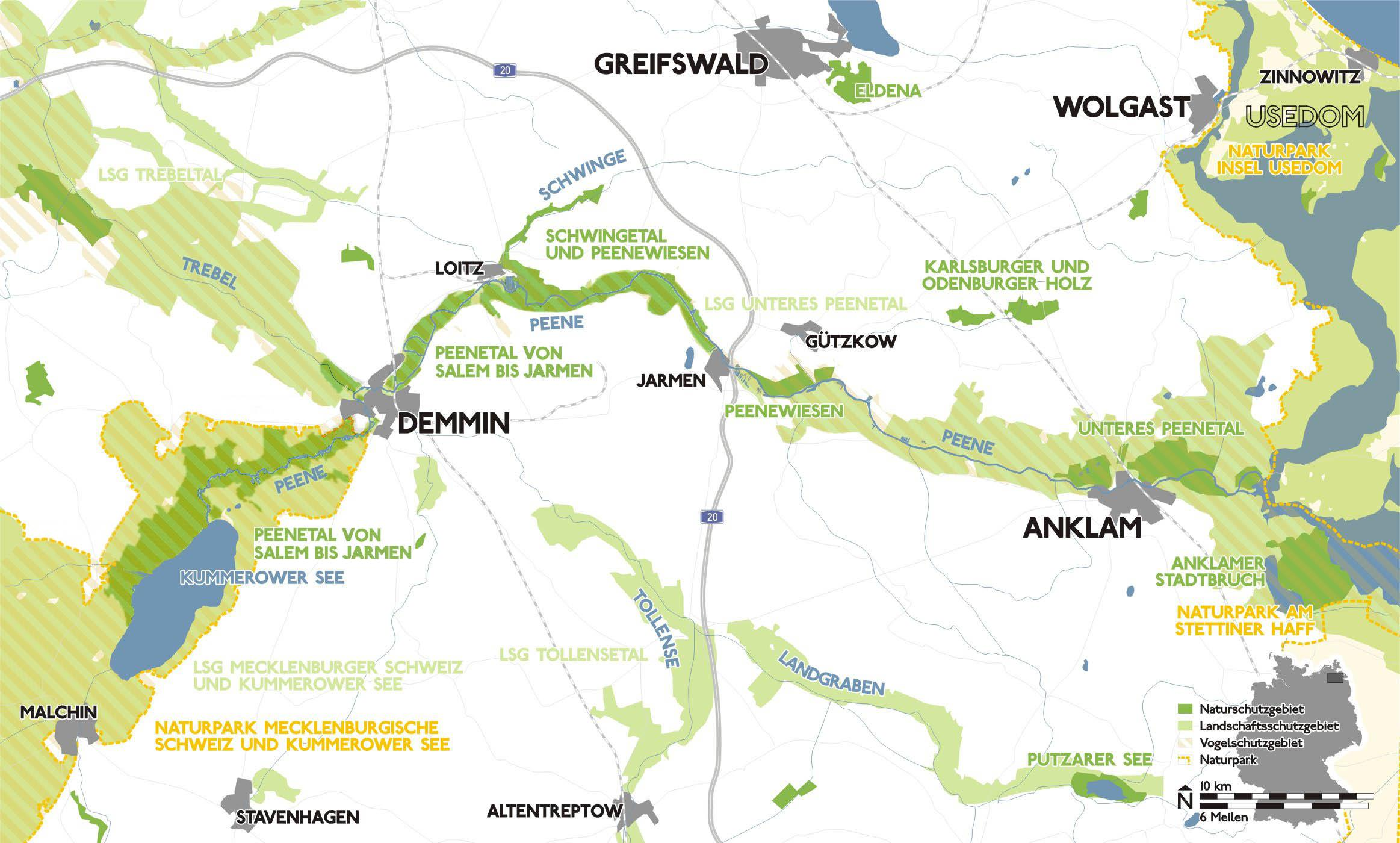
Natuurgebiedenkaart van de benedenloop van de Peene
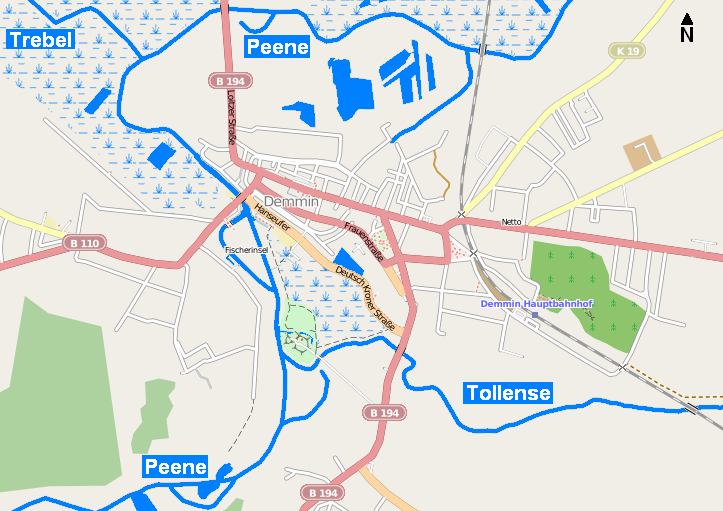
Schematische kaart van het centrum van Demmin
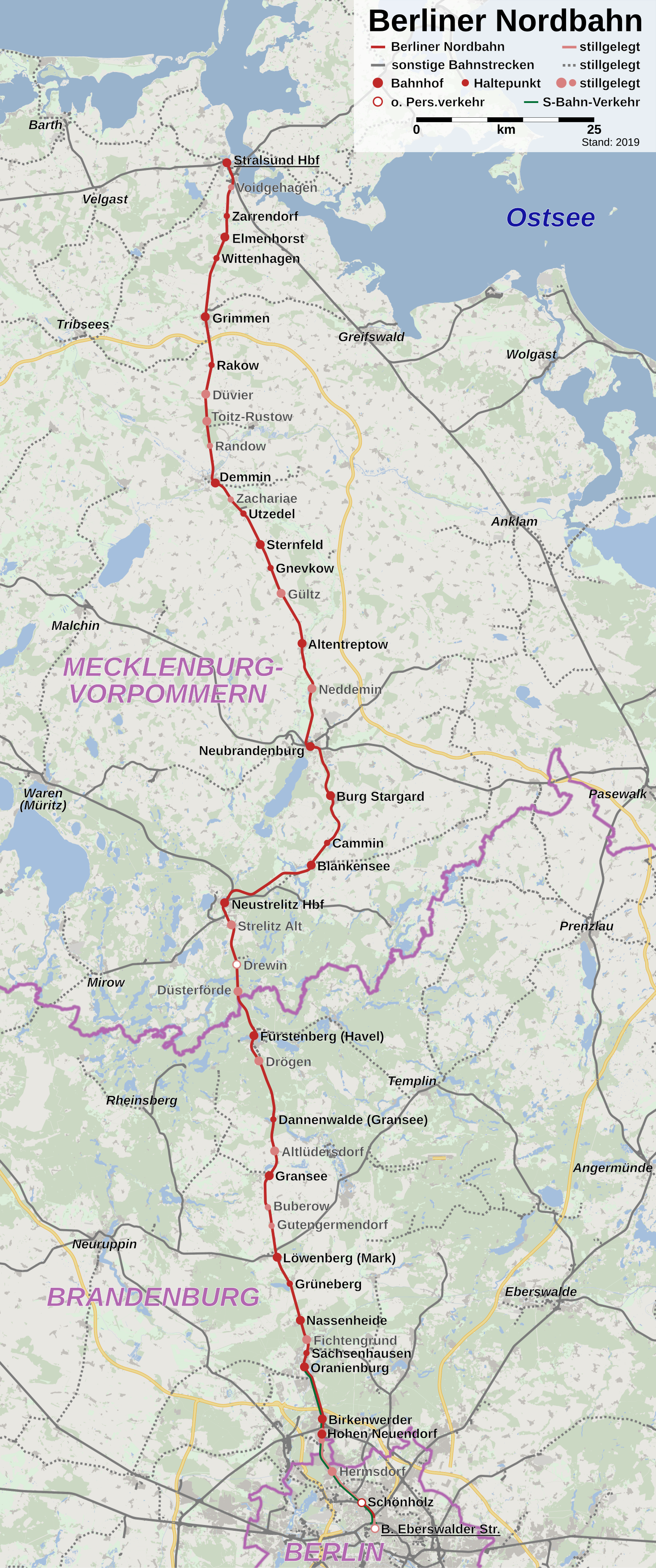
Kaart Berliner Nordbahn

Bij Demmin stromen de riviertjes Tollense en Trebel uit in de Peene. Ongeveer 13 km ten zuidwesten van het stadje ligt de Kummerower See. Dit 32½ km2 grote meer is een geliefd doel voor watersporttoeristen.
Te Demmin kruisen de Bundesstraße 110 (west<>oost) en de Bundesstraße 194 (noord<>zuid) elkaar. De dichtstbijzijnde Autobahn is de A 20, die circa 20 km ten noorden en noordoosten van het stadje langs loopt.
Demmin heeft een stoptreinstation aan de spoorlijn Berliner Nordbahn, 47 km ten zuiden van Stralsund en 176 km ten noorden van Station Berlin Südkreuz. Reizigers vanuit Demmin met bestemming Berlijn moeten in veel gevallen te Neustrelitz overstappen. Het station staat 2 km ten oosten van het stadscentrum. Van 1936 tot 1996 (voor reizigersverkeer tot kort na 1960) bestond een 14 km lang spoorlijntje van Demmin naar het dorp en vliegveldje Tutow.
Openbaar vervoer per bus is van weinig betekenis.
De rivier de Peene, die in een lus om Demmin heen stroomt, is voor kleine vrachtschepen bevaarbaar. Vanwege vaste, vrij lage, bruggen mogen deze schepen niet te hoog zijn. Ook aan de diepgang worden beperkingen gesteld. De rivier stroomt zeer langzaam, tussen het waterpeil te Demmin en dat bij de monding in de Oostzee is nauwelijks verschil, en de Peene is niet dieper dan 2½ meter. Mede hierdoor kan het voorkomen, dat bij een combinatie van hoogwater in de Oostzee en storm uit het (noord)oosten het water van de Peene van oost naar west wordt opgestuwd, in plaats van normaliter van west naar oost. Deze stromingsomkering komt gewoonlijk enkele keren per jaar voor.

### Naburige gemeentes
Demmin grenst aan de volgende andere gemeentes: 
- in het noorden: Nossendorf en Loitz
- in het oosten: Kletzin, Siedenbrünzow en Utzedel
- in het zuiden: Beggerow, Borrentin en Schönfeld
- in het westen: Warrenzin.

Een naburig stadje is Dargun, 13 km ten westen van Demmin, aan de noordoever van de Kummerower See. Grotere steden in de omgeving zijn Stralsund, ca. 55 km ten noorden van Demmin, Rostock, ca. 70 km ten westen van Demmin, en Greifswald, ca. 40 km ten noordoosten van Demmin.

## Economie
Van betekenis is vooral het toerisme, vanwege de voor fiets- en watersporttoeristen aantrekkelijke omgeving (zie: Mecklenburger Merenplateau, Duits: Mecklenburger Seenplatte), die ook veel natuurschoon biedt.
Een belangrijke werkgever is ook het plaatselijke ziekenhuis,  met meer dan 200 bedden. 
Ten oosten van Demmin bevindt zich aan de Tollense een kalkzandsteenfabriek en -groeve.  De industrie en nijverheid in Demmin is verder beperkt tot enige ondernemingen, die als lokaal en regionaal midden- en kleinbedrijf kunnen worden beschouwd.

## Geschiedenis

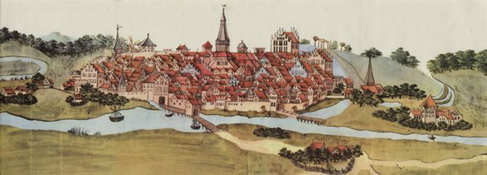
Afbeelding van Demmin in een boek[3] uit 1611
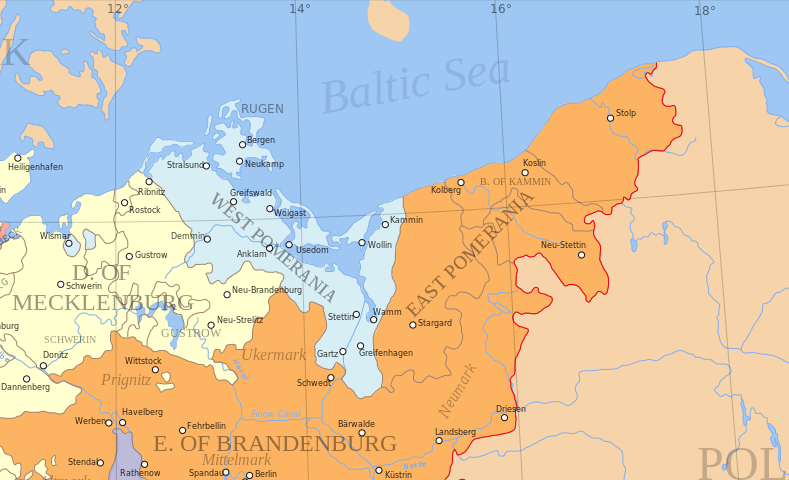
Verdeling Pommeren in 1653: Demmin kwam aan West Pomerania, Zweeds-Pommeren.
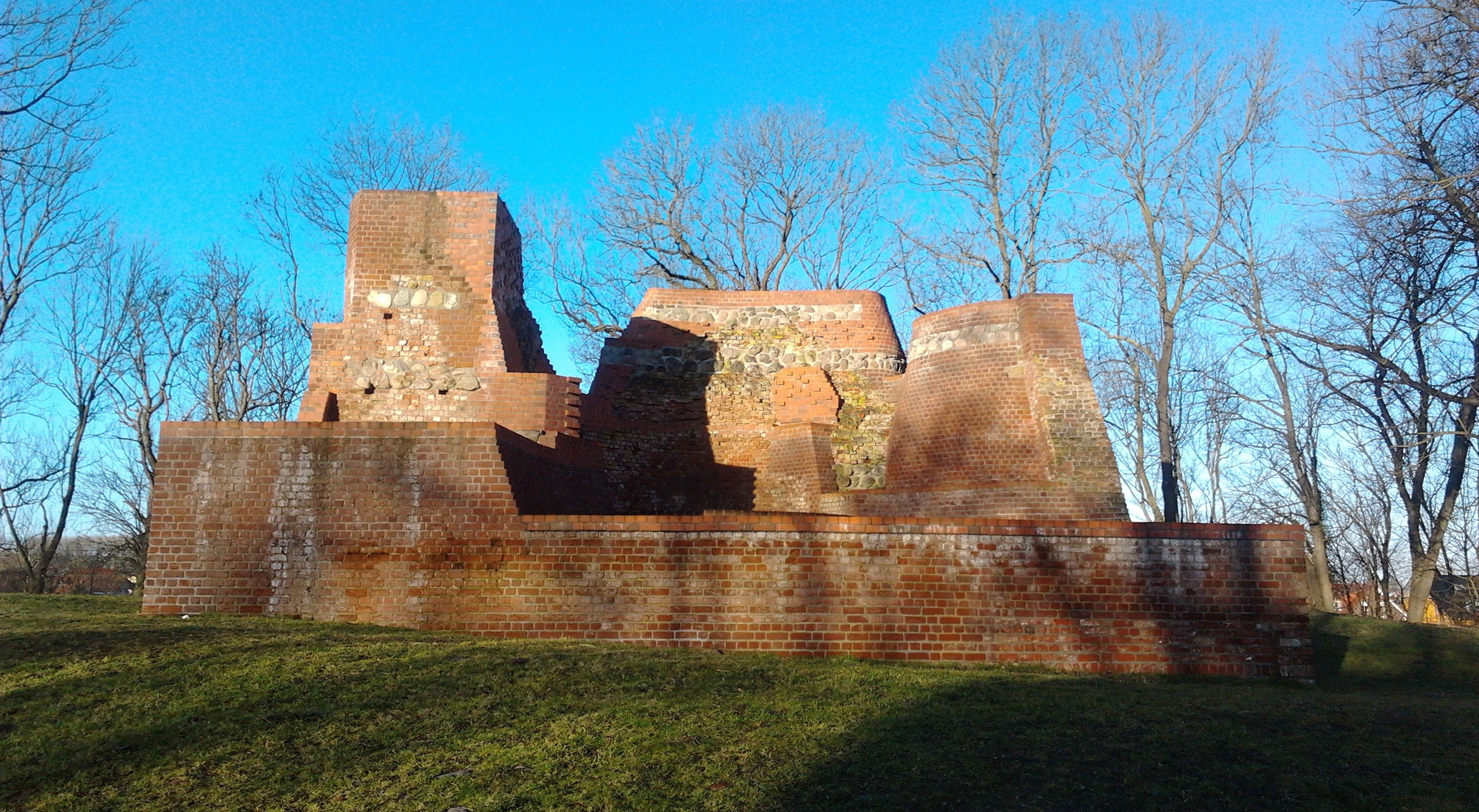
Ruïne burcht (gebouwd rond 1236) bij Haus Demmin
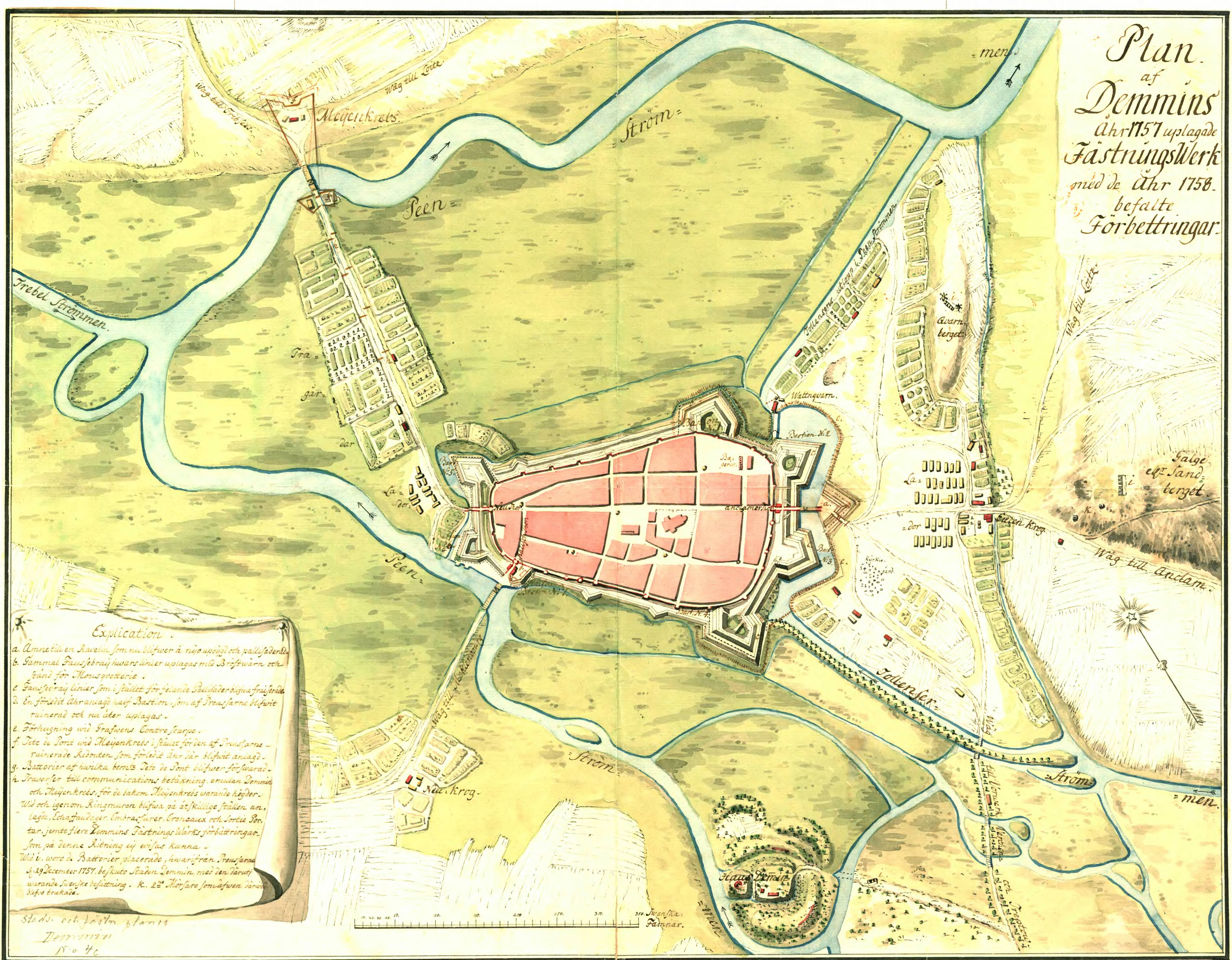
Stad en kasteelruïne Demmin, Zweedse plattegrond uit 1758
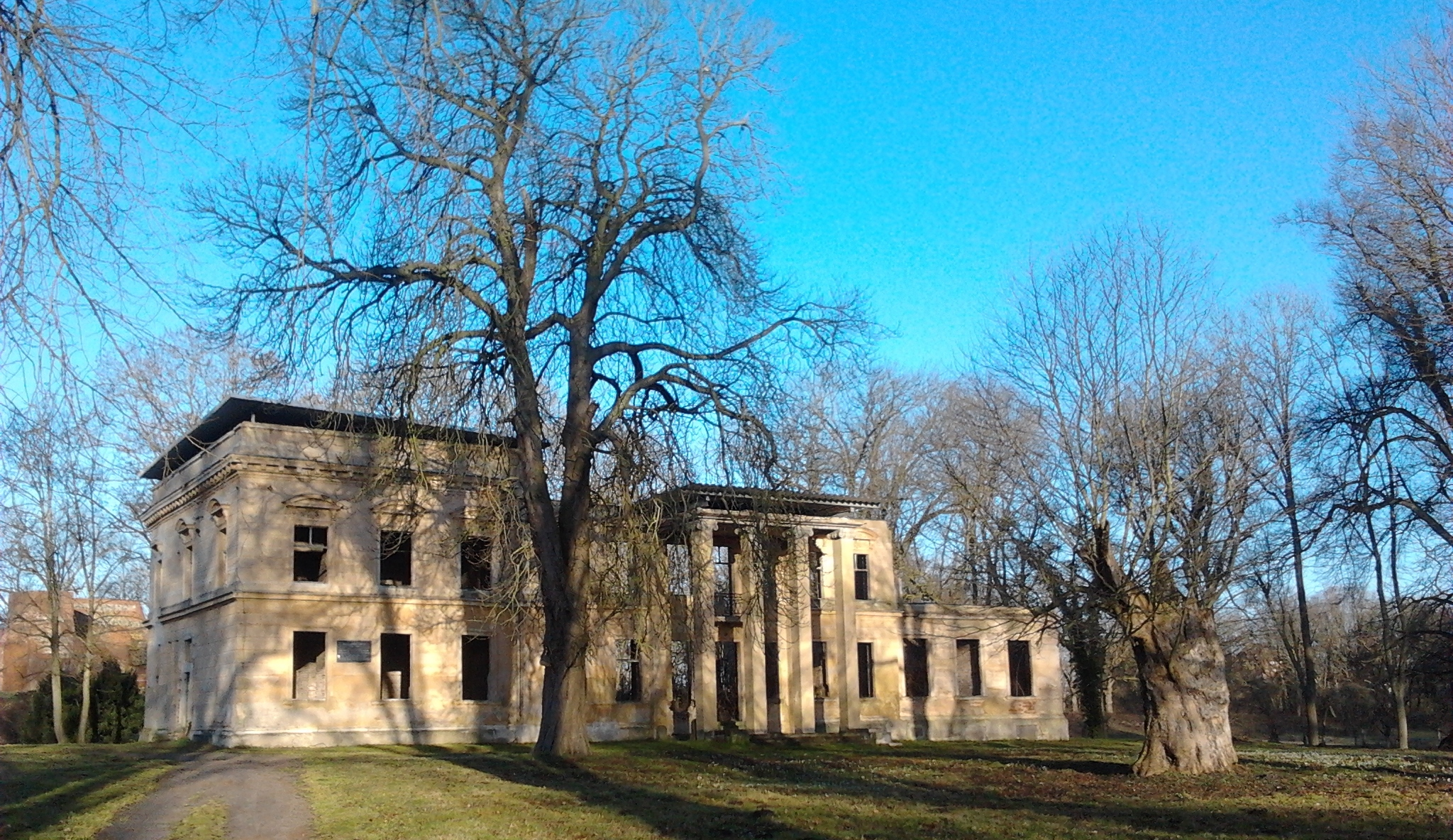
Ruïne herenhuis Haus Demmin (gebouwd in 1840, afgebrand in 1998)

De streek rond Demmin was reeds in de Jonge Steentijd bewoond. Archeologisch onderzoek heeft aangetoond, dat in het 5e millennium v.Chr. dragers van de bandkeramische cultuur, en tweeduizend jaar later ook mensen van de trechterbekercultuur hier hebben gewoond.
Demmin ontstond nabij een ringwal van een Slavisch volk (ten tijde van Karel de Grote woonden hier wellicht de Wilzen), waar omstreeks 1236 een hertog van Pommeren-Demmin een burcht liet bouwen. Het Hertogdom Pommeren-Demmin ging in 1264 op in het Hertogdom Pommeren-Wolgast en lag dicht bij de grens met een ander Pommers deelhertogdom, het Hertogdom Pommeren-Stettin, waar het naburige kasteel Haus Demmin wel toe behoorde. 
Uit het jaar 1128 wordt melding gemaakt over een ontmoeting in een oud kasteel bij Demmin tussen de missionaris Otto van Bamberg en hertog Wartislaw I, stichter van het Hertogdom Pommeren en stamvader van de dynastie Huis Greifen. In het stadswapen van Demmin is nog steeds een zilveren schild te zien, met daarop het van een griffioen (Duits: Greif) in de kleur keel (rood) voorziene geslachtswapen van de Greifen. Demmin ontwikkelde zich in de middeleeuwen tot een bloeiende handels- en havenplaats aan de Peene, bij de monding van twee zijriviertjes, in de bescherming van kasteel Haus Demmin, dat een tolvesting was en een grensvesting tegen het westelijke buurland Mecklenburg. Tussen 1236 en 1249 verkreeg Demmin stadsrecht overeenkomstig het Lübeckse recht.
Demmin was van 1283 tot 1607 of 1608 lid van de Hanze. Aan het begin van de 14e eeuw vormde Demmin met Anklam, Greifswald en Stralsund ook een Voor-Pommerse Vierstädtebund. Het stadje had van de Pommerse hertogen in 1320 tolvrijdom verkregen. In 1452 verleende hertog Wartislaw IX van Pommeren aan vier steden, waaronder Demmin, extra handelsprivileges, het zogenaamde Goldene Privileg, wat de economie van de stad ten goede kwam. Stadsbranden teisterden Demmin in 1407 en vooral in 1495. In 1534 werd de Reformatie doorgevoerd; sedertdien is de overgrote meerderheid van de christenen in Demmin evangelisch-luthers.
Tijdens de Dertigjarige Oorlog was in 1625 geheel Pommeren, destijds onder hertog Bogislaw XIV, de laatste uit het Huis Greifen, veroverd door troepen van de keizerlijke, rooms-katholieke coalitie. Zweden kwam Pommeren in 1628 te hulp en bevrijdde Stralsund. De facto vanaf 1638, één jaar na de dood van Bogislaw XIV, was Pommeren onder Zweeds bestuur. Na de Vrede van Münster (1648), werd het oude hertogdom verdeeld tussen de Mark Brandenburg en Zweden (definitieve vaststelling van de grens in het Grenzrezess van 1653). Demmin kwam in Zweeds-Pommeren te liggen. Helaas was dit gebied later in de 17e en het begin van de 18e eeuw meermalen toneel van oorlogshandelingen. Het stadje Demmin was in de 16e en 17e eeuw van sterke verdedigingswerken voorzien, en gold als strategisch belangrijke vesting. In 1715, tijdens de Grote Noordse Oorlog, rukten troepen van Frederik IV van Denemarken het gebied binnen. Na de Vrede van Stockholm kwam het gebied ten zuiden van de Peene aan Pruisen en het gebied ten noorden van die rivier bleef onder Zweedse heerschappij.
Van 1720 tot 1815 liep de grens van Pruisen en Zweeds-Pommeren dus door de Peene; Demmin was in deze tijd een grensplaats. In 1814 zou Zweeds-Pommeren aan Denemarken komen, maar dit door verplichte herstelbetalingen failliete land verkocht het een jaar later aan Pruisen. Tijdens de Zevenjarige Oorlog (1756-1763) heroverden de Zweden Demmin aanvankelijk (in 1757) en herstelden de bouwvallig geworden vestingwerken. Daarna was het stadje een twistappel tussen Zweden en Pruisen; de laatsten veroverden het weer, en in het Verdrag van Hamburg (1762) werd de status quo ante bellum hersteld: Demmin lag weer aan de Pruisische kant van de grens. Op bevel van de Pruisische koning Frederik de Grote werden de vestingwerken geslecht.
Vanaf 1815 kwam Demmin definitief aan Pruisen. Er volgde na 1815 een periode van politieke rust. Tot zeker 1871 was de haven van Demmin voor kleine zeeschepen bereikbaar. Er vestigde zich enige industrie, en Demmin verkreeg in 1877 aansluiting op het spoorwegnetwerk. De Pruisen stationeerden in 1860 in kazernes te Demmin o.a. een roemrucht cavalerieregiment, de zogenaamde Witte Ulanen.
Op 15 mei 1900 stortte te Demmin een in reparatie zijnde spoorbrug in, terwijl er een trein overheen reed. Wonder boven wonder bleef het aantal dodelijke slachtoffers beperkt tot één man. 
In de 20e eeuw  had Adolf Hitlers NSDAP te Demmin relatief meer aanhang dan elders in de regio. In november 1938 vond er een antisemitische demonstratie plaats. De plaatselijke synagoge was door de joodse gemeente al opgegeven; het gebouw was een meubelzaak geworden en werd daarom niet in brand gestoken.
Demmin lag van 1949 tot 1990 in de DDR. In deze periode werd veel nieuwbouw in de voor de DDR gebruikelijke Plattenbau gerealiseerd, en kende Demmin een bescheiden economische groei. Ten tijde van de val van de Muur had het stadje ruim 16.000 inwoners. Door vergrijzing, vooral vanaf het jaar 2000, en de algemene economische teruggang van Oost-Duitsland, daalde het aantal inwoners tot circa 10.000 in 2020.

### Massazelfmoord van Demmin

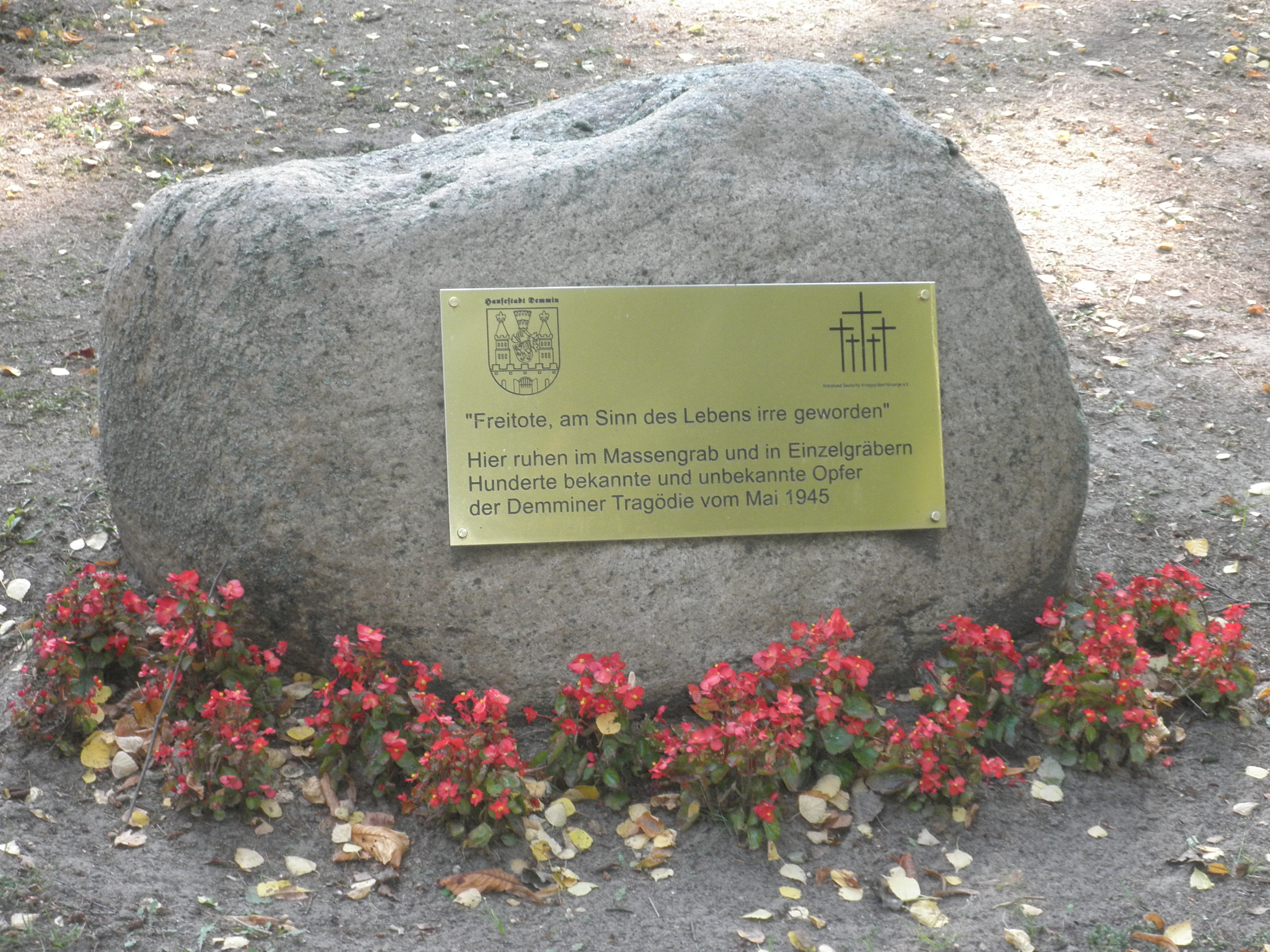
Gedenksteen slachtoffers massazelfmoord te Demmin
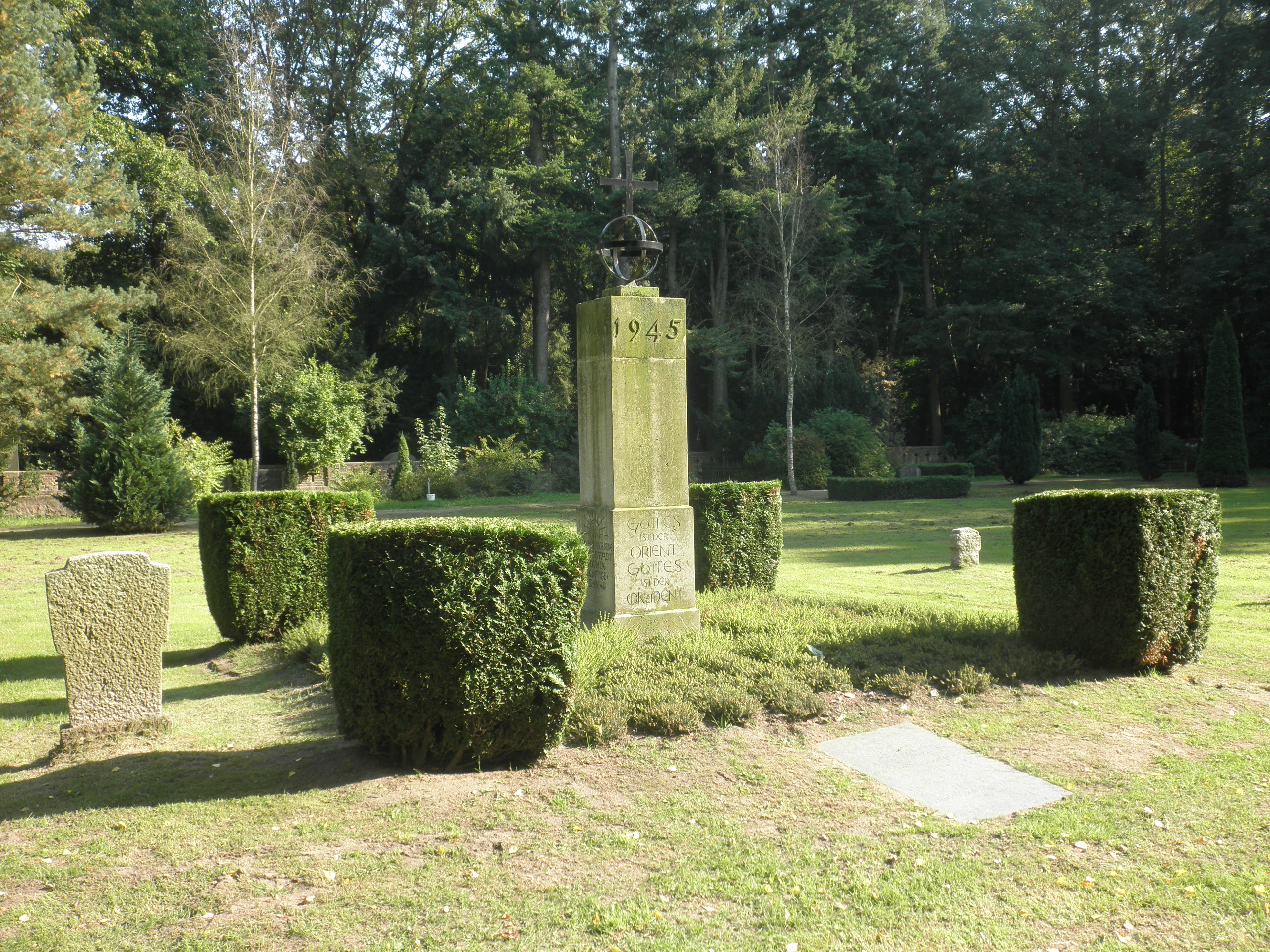
Monument voor deze doden op de stedelijke begraafplaats
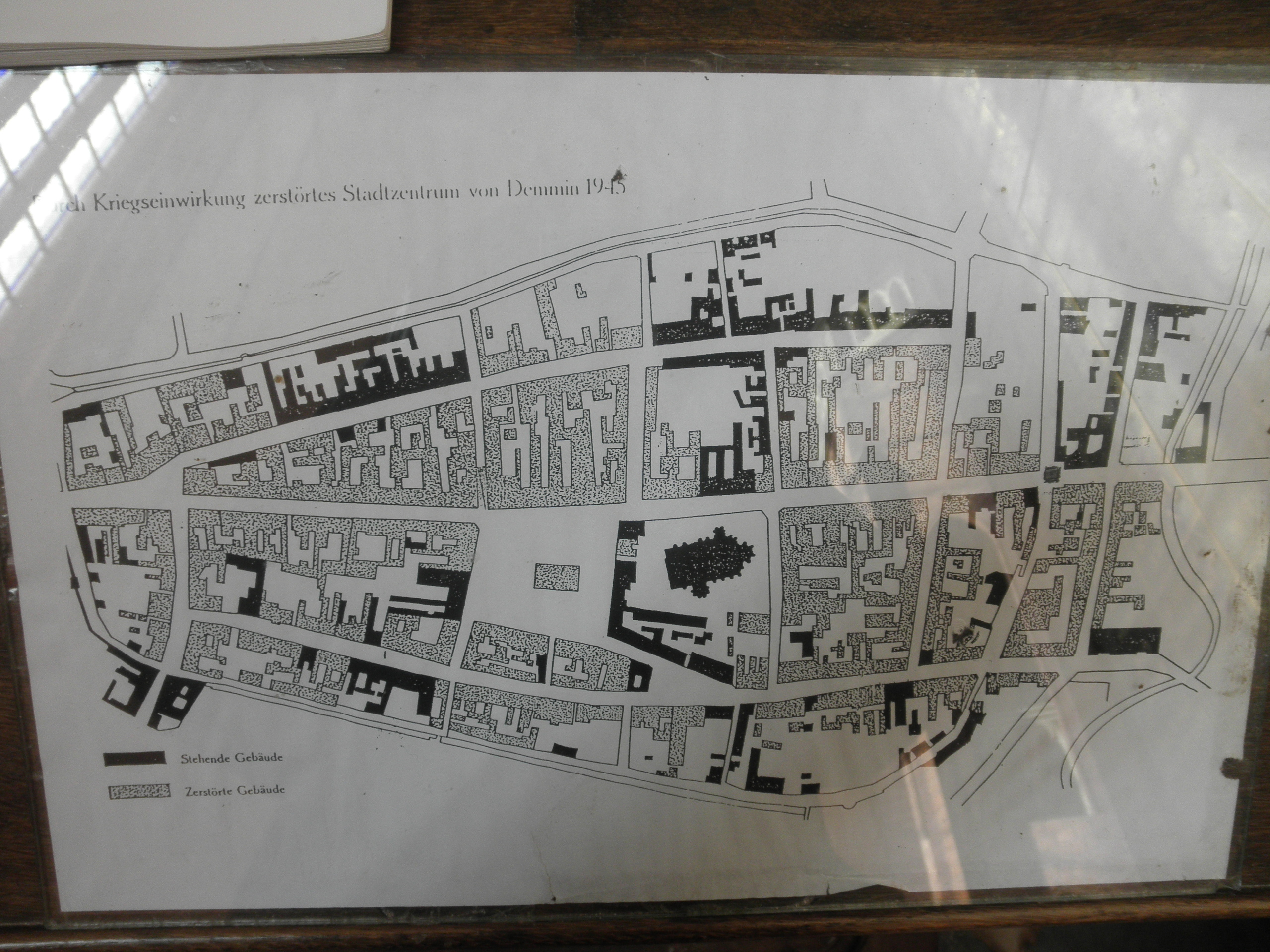
Plattegrond: in grijs het in het voorjaar van 1945 verwoeste gedeelte van de binnenstad

Op 30 april 1945, aan het einde van de Tweede Wereldoorlog, trok het leger van de Sovjet-Unie Demmin binnen. De bevolking bestond voor een groot deel uit vluchtelingen en was door de demonisering van de Sovjets in de nazipropaganda en de verhalen van de vluchtelingen in een hypernerveuze staat. Een pro-nazi schoolmeester schoot een Panzerfaust op de Russische troepen en pleegde daarna zelfmoord, terwijl Hitlerjugend op de troepen schoot.  De Russische soldaten begonnen hierop amok te maken in de stad, met toestemming van hun leidinggevenden. De stad werd geplunderd en in brand gestoken, en er werden vrouwen verkracht. Vermeende nazi's en protesteerders werden doodgeschoten.  Hierop ontstond een massahysterie, waarbij groepen mensen ook zelfmoord begonnen te plegen. In gezinnen doodden de ouders eerst hun kinderen en daarna zichzelf, met scheermesjes, vergif of door ophanging.  
Grote groepen mensen trokken naar de rivier om zichzelf te verdrinken, of hingen zich op aan de bomen of aan zolderbalken. Russische soldaten probeerden de mensen in veel gevallen (vaak tevergeefs) tegen te houden. Vaak probeerden mensen meerdere malen zelfmoord te plegen wanneer een poging mislukte, en veel zelfmoorden mislukten uiteindelijk. Intussen bereikte ook het bericht de stad dat Adolf Hitler op 30 april zelfmoord gepleegd had. 
Naar schatting vielen er tussen de 700 en 1.200, volgens één onderzoeker zelfs 2.500 doden. De slachtoffers werden door het Rode Leger in massabegraafplaatsen begraven. Nadien werd de zaak door de DDR-regering in de doofpot gestopt en tot een politiek taboe gemaakt. Pas na de val van de Muur in 1989 werd deze affaire met meer openheid besproken. Ten minste tot 2019 was de tragedie voor extreemrechtse demonstranten aanleiding, jaarlijks op 8 mei de publiciteit te zoeken, door een "gedenk- of rouwmars" (Trauermarsch) te houden. Antifascistische en andere actiegroepen organiseren in het stadje dan een tegenactie, de manifestatie in de haven Demmin bleibt bunt, waarbij bunt: multicultureel betekent.
In de Sint-Bartholomeüskerk te Demmin is een kleine permanente tentoonstelling aan deze tragedie gewijd.

## Bezienswaardigheden, toerisme
- In de oude stadskern van Demmin hebben slechts weinig monumentale gebouwen de turbulente geschiedenis van het stadje doorstaan.
  - De grootste bouwkundige bezienswaardigheid is de van oorsprong gotische, evangelisch-lutherse Sint-Bartholomeüskerk. De kerk werd op de ruïnes van de tijdens de oorlogen van de 17e eeuw verwoeste voorgangster herbouwd. De bouw duurde van vóór 1689 tot 1734, toen het plafond ingebouwd werd. In de 19e eeuw werd het gebouw in neogotische stijl gerenoveerd. Volgende renovaties vonden o.a. in de late 20e eeuw plaats. De bijbehorende kerktoren dateert uit de 19e eeuw en is bijna 96 meter hoog. Het grote kerkorgel in het gebouw dateert grotendeels van 1867 in is van de hand van de orgelbouwer Barnim Grüneberg uit Stettin. In het gebouw vinden regelmatig orgel- en andere concerten plaats.
  - Van de oude stadsverdedigingswerken is één toren, en de voormalige stadspoort Kuhtor (Koepoort) (sinds 1821: Luisentor, genoemd naar een Pruisische prinses, die met haar gemaal in Demmin had gelogeerd) gespaard gebleven.
  - Op het zogenaamde Visserseiland in de Peene staat een groep nagebouwde middeleeuwse huisjes; dit Hanseviertel is een bescheiden, in de zomermaanden geopend openluchtmuseum.
- Toerisme concentreert zich verder vooral om de waterrijke omgeving van het stadje (watersport, kanoën, excursies in de natuur, met gids) en fietsen langs de vele rivieren en meren.

## Partnergemeentes
Demmin onderhoudt jumelages met:
- Bad Bevensen
- Lünen
- Porta Westfalica
- Bobolice, Polen

## Geboren te Demmin
- Heinrich Carl von Schimmelmann (* 13 juli 1724 in Demmin; † 16 februari 1782 in Kopenhagen), belangrijk, tegenwoordig zeer omstreden, zakenman, handelde vanaf 1763 in slaven[8]
- Hermann Cummerow (10 januari 1878), SS-generaal
- Ilona Slupianek (24 september 1956), kogelstootster
- Ellen Fiedler (26 november 1958), atlete
- Axel Wegner (* 3 juni 1963 in Demmin), in 1988 Olympisch kampioen kleiduivenschieten (skeet)
- Marcel Schlutt (1 augustus 1977), Duits model, fotograaf en columnist
- Susanne Hennig-Wellsow (13 oktober 1977), Duits politica (Die Linke)

## Afbeeldingen

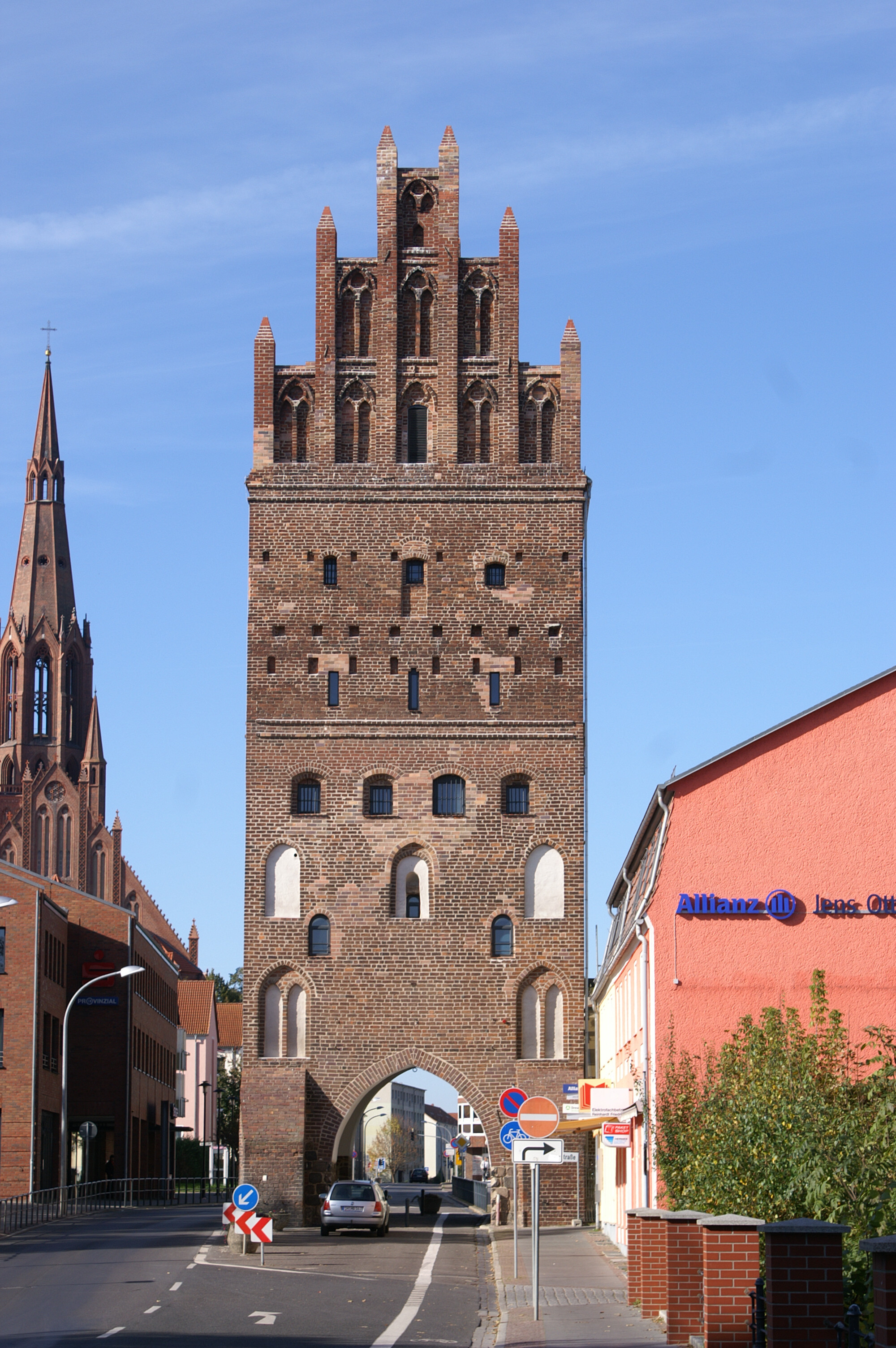
Demmin, stadspoort Luisentor (13e-15e eeuw)
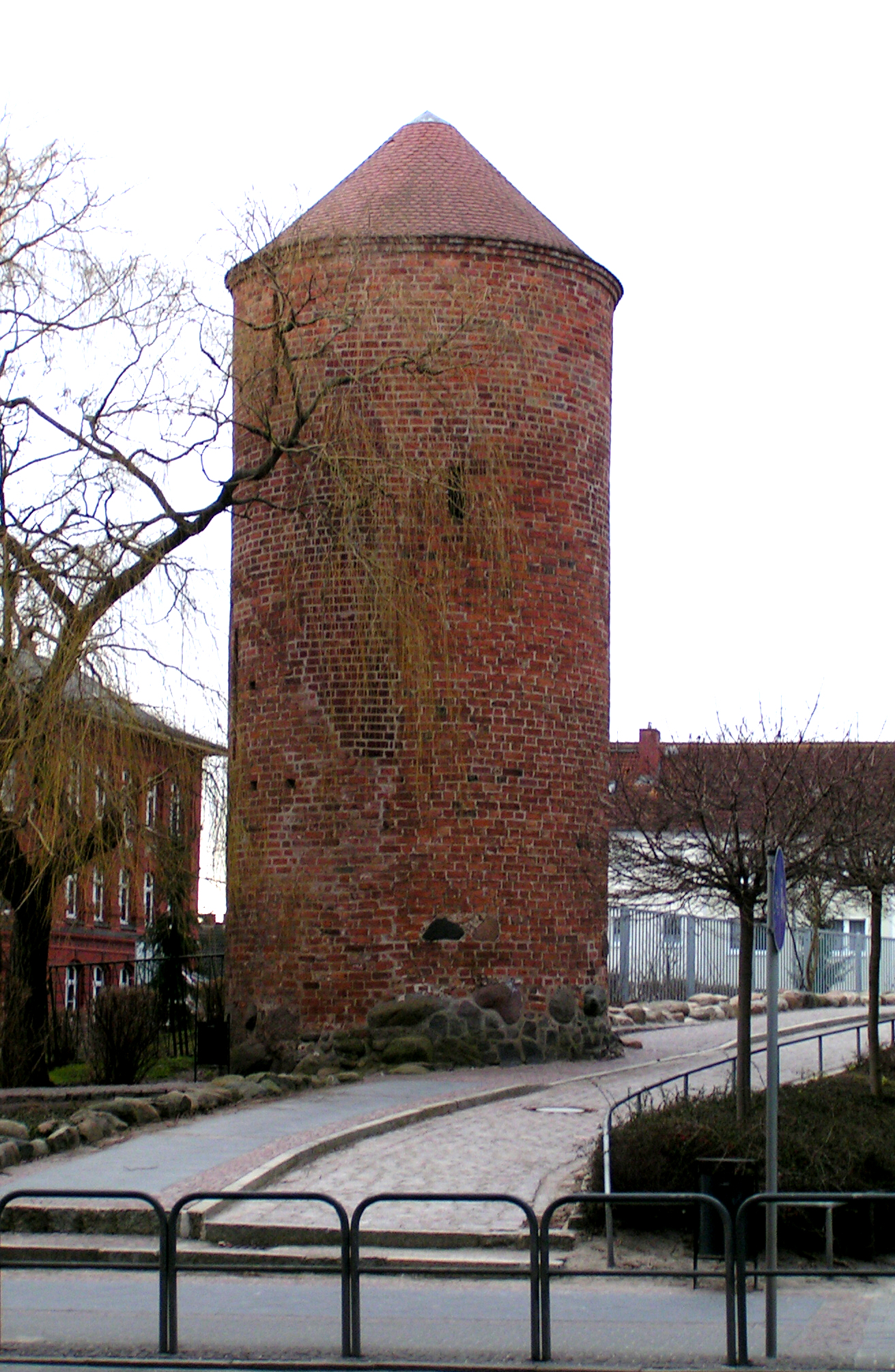
Zestiende-eeuwse toren Pulverturm (kruittoren)
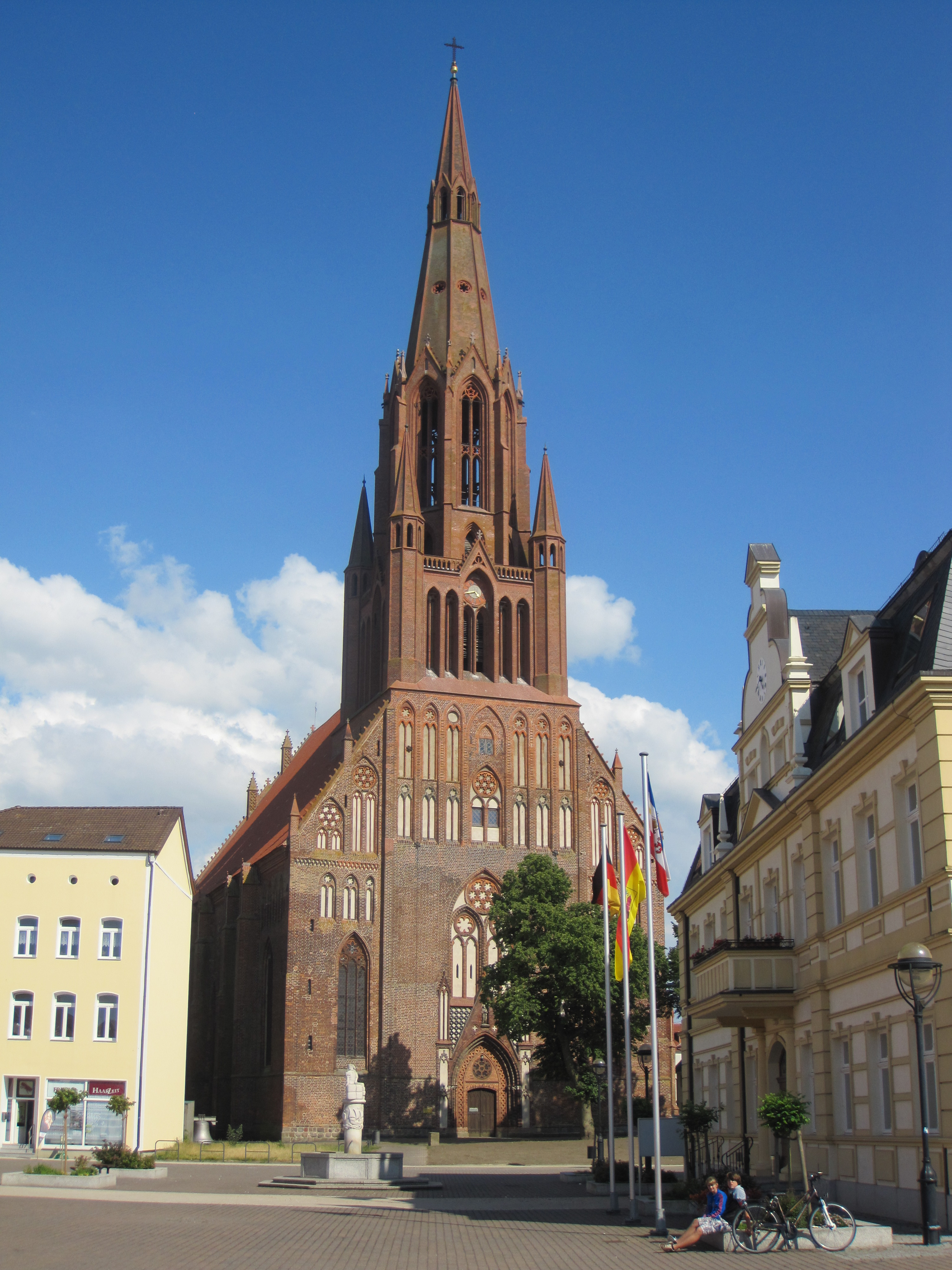
St. Bartholomeüskerk, Demmin
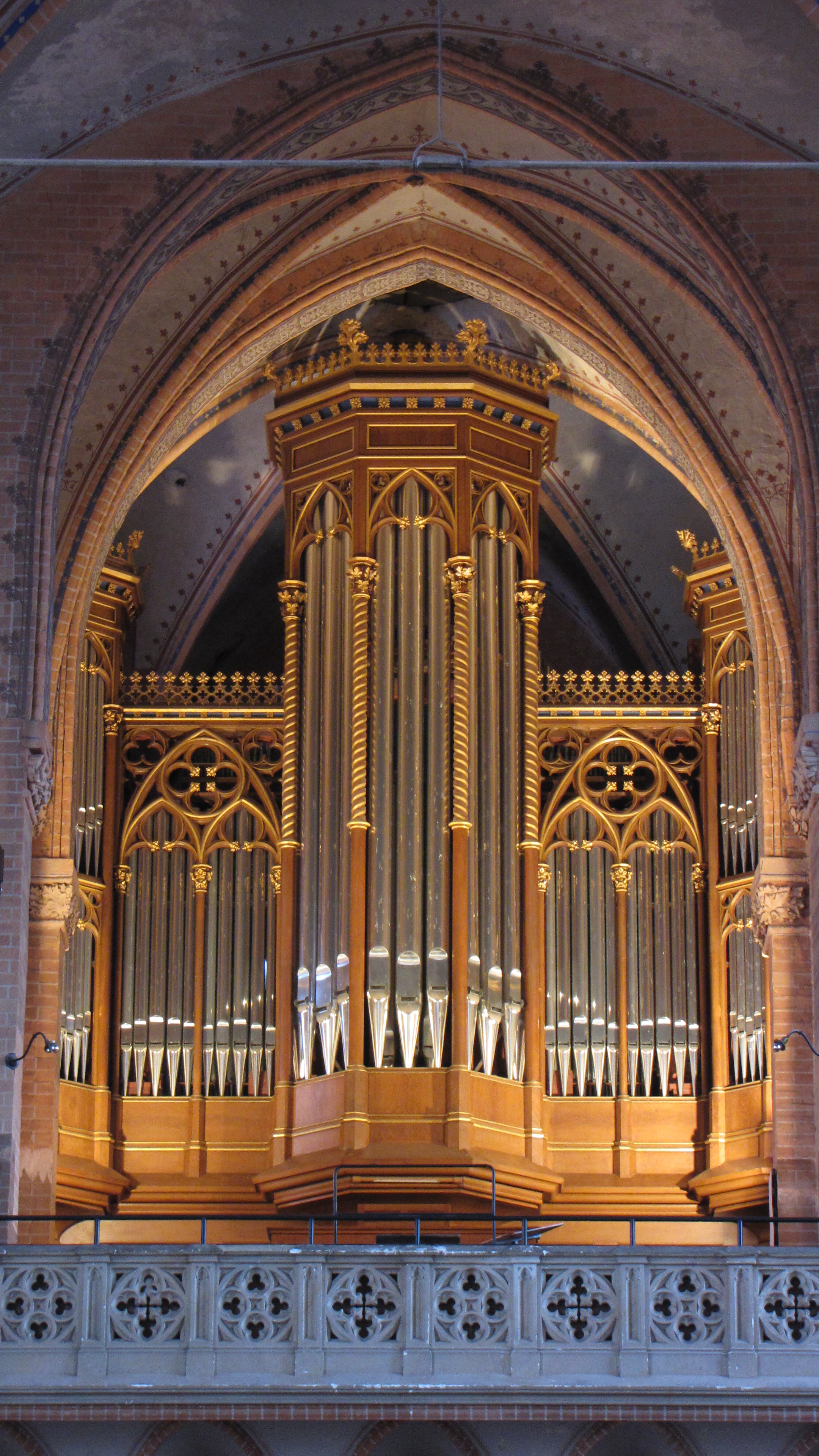
Het orgel in deze kerk
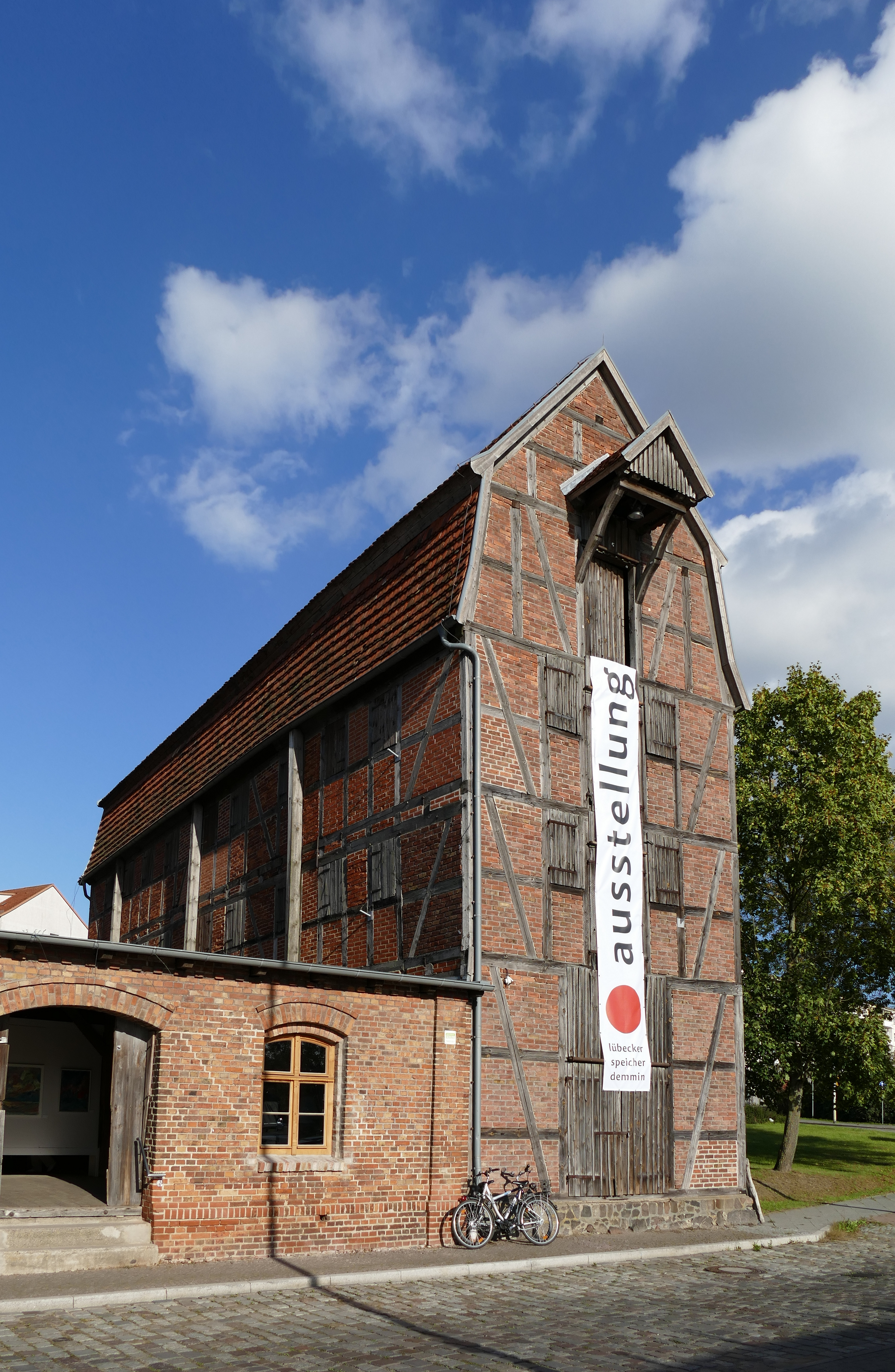
Pakhuis aan de haven Lübecker Speicher (ca. 1815)
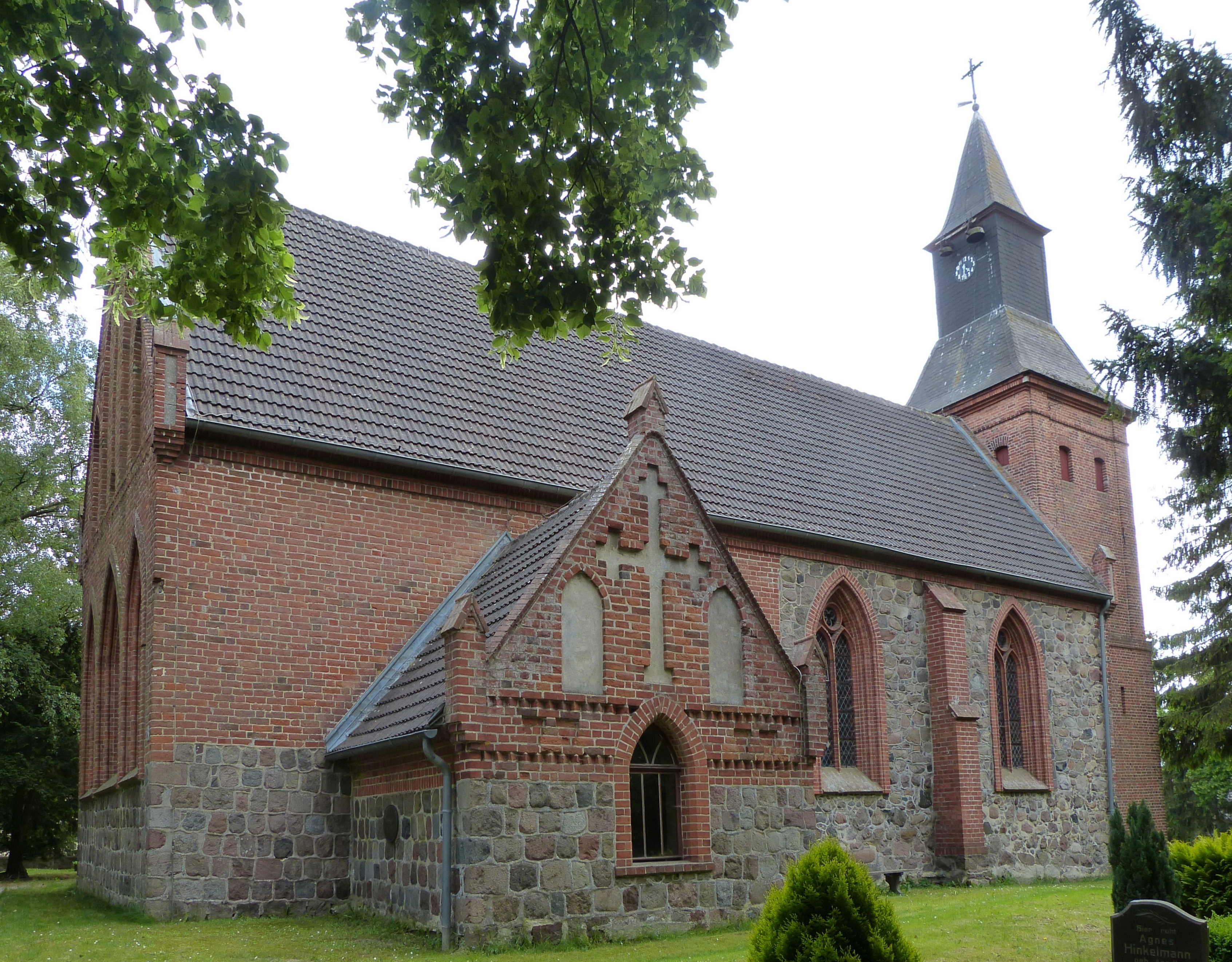
St. Nicolaaskerk, Wotenick (plm. 1500, gotisch; in 1892 grondig gerenoveerd)
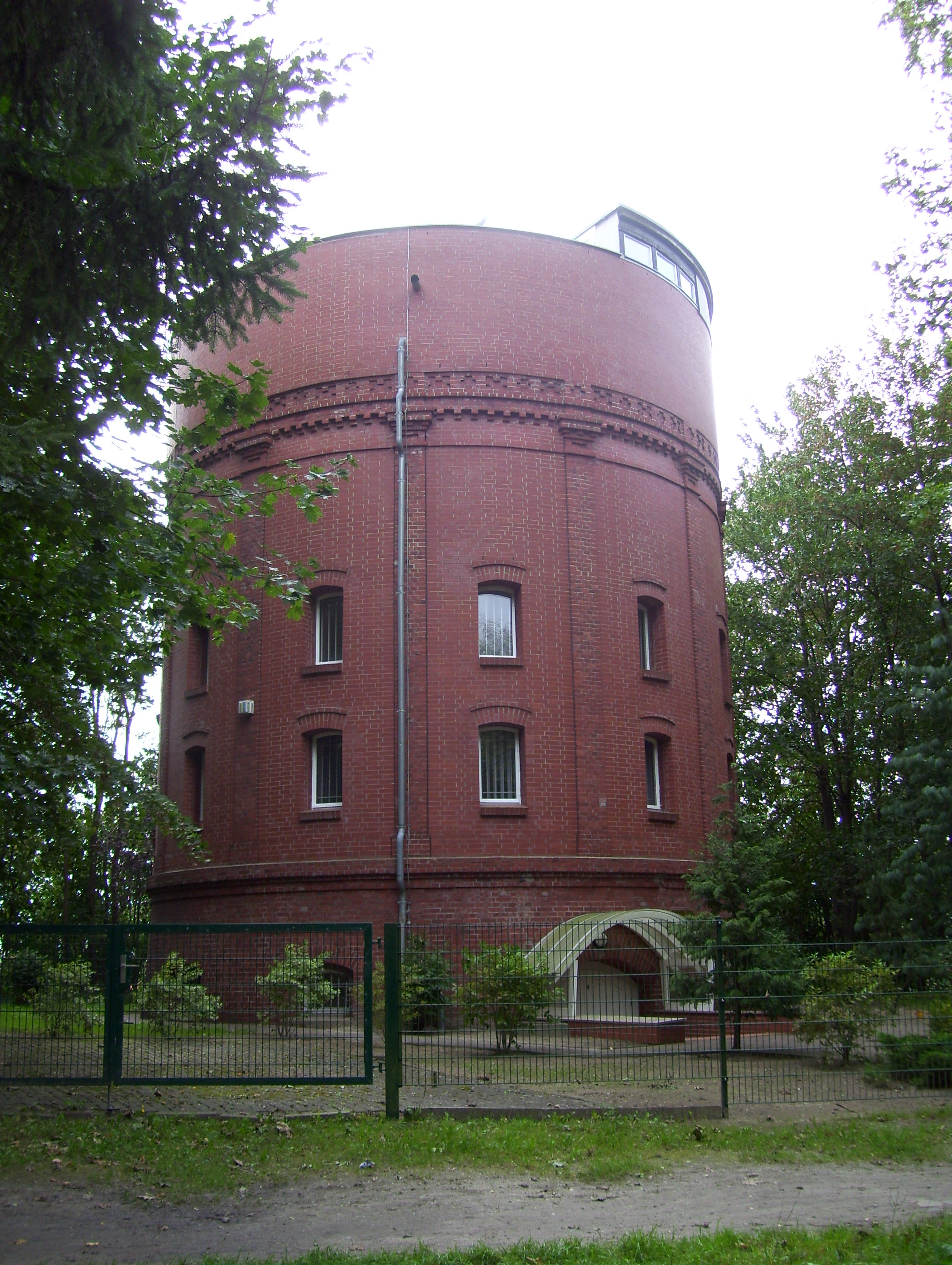
Voormalige watertoren (als volkssterrenwacht in gebruik)
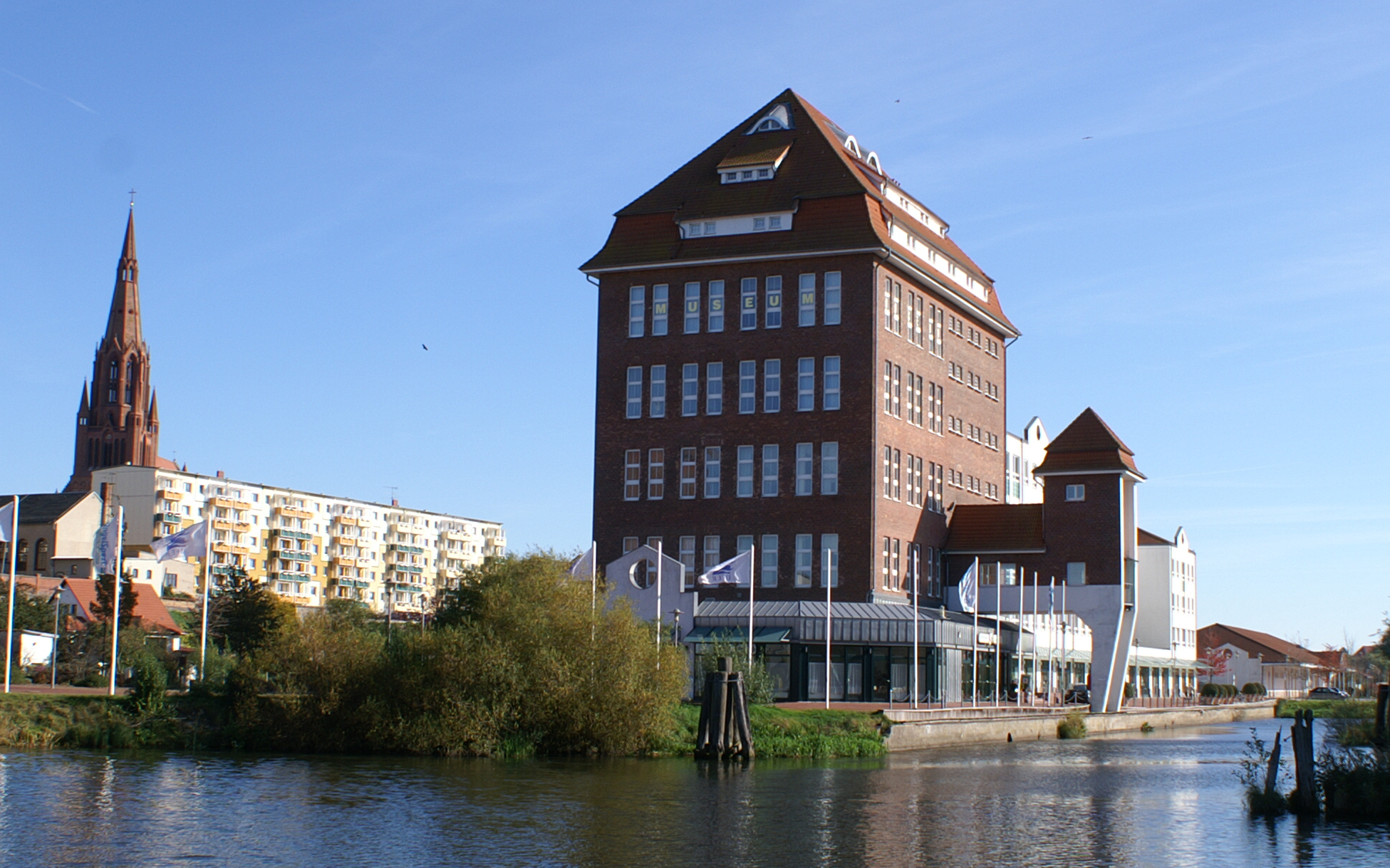
Voormalig pakhuis aan de haven; het bovenin dit gebouw gevestigde streekmuseum moest in 2015 de deuren sluiten.